# Google Chrome
|  | Aquest article tracta sobre el navegador web. Si cerqueu el sistema operatiu, vegeu «Google Chrome OS». |

Google Chrome és un navegador web desenvolupat per Google i compilat amb base a components de codi obert com la seva estructura de desenvolupament d'aplicacions (Framework) i el motor de renderitzat de Blink des de la versió 28, amb l'excepció de les versions d'iOS. Google Chrome és el navegador més utilitzat a Internet, amb una quota de mercat del 65,65% a finals de novembre de 2021, i amb un total de 2.652,88 milions d'usuaris l'any 2020. Està disponible gratuïtament sota condicions de servei específiques. El nom del navegador deriva del terme usat per al marc de la interfície gràfica d'usuari ("chrome").
El 2 de setembre de 2008 va sortir la primera versió al mercat, sent aquesta una versió preliminar (beta). Finalment, l'11 de desembre de 2008 es va llançar una versió estable al públic en general. Actualment, el navegador està disponible per a la plataforma Microsoft Windows en més de 50 idiomes, i des del 25 de maig de 2010 per als sistemes Mac OS X i Linux.

## Història

### Anunci
L'anunci oficial havia de ser distribuït mitjançant una historieta, amb llicència creative commons (no comercial, sense treballs derivats), a un nombre determinat de periodistes i bloguers el 3 de setembre del 2008. Però les còpies que anaven destinades als països d'Europa van ser enviades abans de la data oficial de llançament, per la qual cosa el bloguer alemany Philipp Lenssen, autor de Google Blogoscoped, va rebre la seva l'1 de setembre del 2008. Després d'això, va digitalitzar la historieta de 38 pàgines i la va publicar al seu lloc web. La historieta fou dibuixada o creada per Scott McCloud. Poc després, Google va fer pública la historieta a través del seu blog.

### Llançament públic
El navegador va ser llançat al públic de manera oficial el 2 de setembre de 2008 per Microsoft Windows (només XP i versions posteriors) en 43 idiomes, i és una versió beta. Chrome va obtenir ràpidament prop de l'1% del mercat de navegadors.

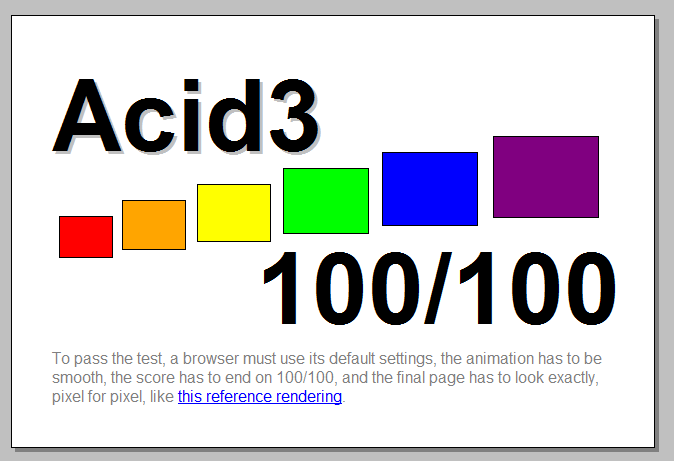
Chromium 3.0.192.0 passant completament la prova Acid3.

El 2 de setembre, un article noticiós de CNET va enfocar l'atenció a una secció dels termes de servei per al llançament inicial de la versió beta, en què semblava atorgar a Google una llicència sobre tot el contingut transferit mitjançant el navegador Chrome. La secció en qüestió va ser inclosa inadvertidament al copiar textualment dels termes generals de servei de Google. Google respon a les crítiques aquest mateix dia dient que el text va ser pres inadvertidament d'altres productes i va retirar aquesta secció en els termes de servei. Google va remarcar que "aplicaria [el canvi] retroactivament a tots els usuaris que haguessin descarregat Google Chrome". Després d'això encara hi va haver preocupació i dubtes per si el programa transmetia o no informació a Google i en cas afirmatiu, quin tipus d'informació s'enviava. La companyia va afirmar que els mesuraments d'utilització són enviats només quan els usuaris seleccionen l'opció "col·labora en la millora de Google Chrome, envia automàticament a Google estadístiques d'ús i informes d'error" al moment d'instal·lar el navegador.
La primera versió que es va llançar de Google Chrome va passar les proves d'Acid1 i Acid2 (aquesta darrera no completament, sinó amb un petit error). A més, va obtenir 79 punts de 100 en la prova d'Acid3, superant a Internet Explorer 7 (14/100) i Firefox 3 (71/100), però inferior a Opera 9 (83/100) Quan va ser comparat amb les versions en desenvolupament del Firefox, Internet Explorer, Opera i Safari, Chrome va obtenir una puntuació menor a Firefox 3.1 Beta 1 (85/100), Opera 10 Alpha (100/100), i Safari 4 (Developer Preview) (100/100), però encara més gran que la de l'Internet Explorer 8 (21/100). La primera versió de Google Chrome en passar la prova d'Acid3 completament (100/100) va ser la 3.0.192.0.
El 9 de desembre de 2009, Google va anunciar la publicació de les versions beta de Chrome per a Mac OS X i Linux. Finalment, el 25 maig 2010 Google va anunciar la versió estable del navegador Google Chrome 5 per a totes les plataformes simultàniament Linux, Microsoft Windows, Mac OS X.

### Canals de distribució
Actualment, Google Chrome compta amb diversos canals de distribució per a la descàrrega i prova de totes les seves compilacions. Els canals comuns denominats "Stable ", "Beta " i "Dev" són accessibles des del lloc web del projecte Chromium, essent els dos últims dipòsits per versions de desenvolupament. El 22 de juliol de 2010, Google va anunciar un nou sistema de llançaments més freqüent per oferir als usuaris característiques noves més aviat possible, amb l'objectiu d'estrenar versions estables cada 6 setmanes. A causa d'això, es va incorporar un nou canal de distribució (anomenat "Canary ") per proporcionar una versió diària per a proves en conjunt amb altres canals de desenvolupament del navegador; el nom del canal fa referència a la pràctica de portar un canari a les mines de carbó per permetre als treballadors la detecció primerenca de gasos perillosos.

## Característiques
- Barra d'adreces amb funcions d'autocompletar denominada "omnibox".
- Màquina virtual JavaScript V8.
- Mètode de navegació privada.
- Les aplicacions web poden ser llançades a la mateixa finestra de navegació sense necessitat d'una barra d'adreces o barra d'eines.
- Chrome incorpora un filtre per a llocs web fraudulents (pesca electrònica) i programari maliciós actualitzable automàticament, el qual utilitza l'API Google Safe Browsing.
- Fa servir el motor de presentació Blink.
- Col·loca les pestanyes i els complements en processos separats.
- Integració amb Gears fins a la versió 12[34]
- S'hi poden afegir extensions, apps i temes a través de la Chrome Web Store[Enllaç no actiu]
- Es poden sincronitzar els marcadors, apps, temes, preferències, extensions, etc. amb el teu compte de Google.

## Funcions poc evidents

### Privacitat[35]
Servei de suggeriments
A mesura que tecleges a la casella d'adreces, a part de mostrar les coincidències de l'històric per a estalviar-te el tecleig restant, afegeixen, a la llista de coincidències, adreces suggerides per ells que no has teclejat mai, proposat inicialment com un recordatori personalitzat i de coincidències de llocs diguem-ne relacionats.
Si no voleu que us marquin el camí, es pot desactivar a les opcions, pestanya "Avançat", i comproveu les caselles 
- "Utilitza un servei de suggeriments per ajudar a completar cerques i URL's"
- "Mostra suggeriments per a errors de navegació"

Identificador únic del navegadorGoogle ofereix el servei de suggeriments de manera personalitzada on el dos per cent aleatori de les paraules que tecleges a la barra d'adreces es mantenen relacionades amb el teu Chrome durant 24 hores, i passat aquest temps passa a actualitzar la base de dades col·lectiva.
L'article "Tres passos per recuperar la privadesa al Chrome" diu que aquest identificador hi és i proposa un programari anomenat Chrome Privacy Guard que elimina l'esmentat identificador. Però caldrà engegar el Chrome des del Privacy Guard per assegurar que no l'hagi regenerat.

### Java
Perquè hi funcioni el Java cal actualitzar el Java SE a la versió ≥ 6 Update 10.

### Interfície
- Ús extensiu dels menús de context en botons, caselles, pestanyes i zones. Descobriu-ne les opcions.
- Les dreceres de teclat són gairebé les mateixes que les del Firefox.
  - Ctrl+Canvi+N obre una nova finestra en mode "Incògnit".[39] Tot el que es fa en una finestra d'Incògnit no queda registrat a l'historial ni conserva les galetes de la web després del tancament de la finestra.[39]
  - Polsant la tecla Control en clicar un enllaç l'obre en una nova pestanya a la dreta de l'actual i no al final.
- La rodeta del ratolí és multidimensional: movent la rodeta fa el desplaçament vertical, polsant la tecla Canvi-Majúscules fa el desplaçament horitzontal, polsant la tecla Control fa moviment en el sentit d'apropament i allunyament, augmentant o disminuint la mida del tipus de lletra.
- La barra d'estat queda restringida al text d'avís / suggeriment, a baix a l'esquerra, però en una capa superposada que s'amaga quan no hi ha missatges.
- L'estructura de les pestanyes és un arbre i no una llista. Podeu tancar les subpestanyes d'una pestanya amb la funció del menú de context "Tancar les pestanyes obertes per aquesta pestanya". També podeu canviar d'ordre les pestanyes mitjançant arrossegar-al-damunt.

### Altres cercadors
Podeu emprar un cercador diferent del Google per a les cerques des de la barra d'adreces i fins i tot afegir-ne un de collita pròpia.
Amb el botó dret del ratolí sobre la casella d'adreces (Omnibox) cliqueu "Edita els motors de cerca" i seleccioneu la que vulgueu com a predeterminada.
També es pot seleccionar un text de la pàgina i clicant-hi amb el botó dret del ratolí fer-ne una cerca amb el motor de cerca predeterminat.

### Cercadors no predeterminats i cercadors específics
A mesura que visiteu determinades webs, que tinguin un formulari de cerca que el Chrome reconegui, en fer-lo servir, aquestes webs queden registrades com a cercadors a "Altres motors de cerca" a les preferències. Fins i tot les cerques locals d'una web.
Podeu emprar temporalment un d'aquests altres cercadors escrivint-ne el domini i polsant la tecla TABULADOR i a continuació la frase a cercar. Els cercadors que feu servir més freqüentment d'aquesta manera tindran una casella de cerca a la pàgina d'inici "Pestanya nova".

#### Cerques a diccionaris (exemples)
Per exemple després de visitar i fer servir el diccionari de l'Institut d'Estudis Catalans el trobareu registrat a "Altres motors de cerca". Llavors podeu fer cerques al diccionari teclejant a la casella d'adreces: dlc.iec.cat TABULADOR consulta
Podem fer l'operació més curta, substituint la paraula clau de la cerca a "dlc.iec.cat" per exemple per "diec", clicant amb el botó dret sobre la casella de cerca, triem "Editar motors de cerca", seleccionem de la llista la nostra entrada i polsem el botó editar i fem el canvi a la casella "paraula clau". Llavors amb "diec TABULADOR consulta" acabem abans.
Podeu provar-ho també amb la Viquipèdia, un cop feta servir des del Chrome, teclegeu: ca.wikipedia.org TABULADOR consulta
La cerca de la Gran Enciclopèdia Catalana és més complexa i no la reconeix automàticament, i ens serveix d'exemple d'afegir-ne manualment, a partir d'una consulta de prova, de la qual veurem que l'adreça resultant (URL) a la casella d'adreces conté el text cercat.
Si el text cercat no s'hi mostra, caldrà fer la consulta al Firefox i obtenir la "URL referent" de l'opció "Informació de la pàgina".
Un cop obtingut l'URL amb el text cercat, cal convertir el text cercat en paràmetre, substituint-lo per "%s".
Amb el botó dret del ratolí clicarem la casella d'adreces i triarem "Editar motors de cerca" i botó Afegeix especificant els camps següents:
NomGran Enciclopèdia Catalana
Paraula claugrec
URLwww.enciclopedia.cat/cgi-bin/CercaGEC3.exe?APP=CERCAPAR&PAG=0001&PAR=%s
Per evitar substitucions del mecanisme d'autocompletar, cal posar com a paraula clau un nom que no coincideixi com a prefix parcial amb un web ja teclejada. Si coincideix totalment no és problema perquè, a continuació, en teclejar o no TABULADOR nosaltres decidirem si volem la web o la cerca.
Fet això, a la casella d'adreces podrem teclejar: grec TABULADOR consulta INTRO
Per fer el mateix amb el diccionari de l'enciclopèdia farem servir com a URL: ec.grec.net/cgi-bin/AppDLC3.exe?APP=CERCADLC&GECART=%s

### Punts d'interès
- Per mostrar la barra d'enllaços, cliqueu a la icona d'eines l'opció "Mostra sempre la barra d'adreces d'interès".
- Per afegir un punt d'interès, feu CTRL+D o cliqueu el botó de l'estrella, a l'esquerra de l'adreça, o arrossegueu-lo fins a la barra d'enllaços.
- A la barra d'enllaços podeu crear-hi carpetes amb les opcions del menú de context.
- Per gestionar les adreces d'interès, no hi ha cap finestra especial, però podeu arrossegar-al-damunt les icones de la barra d'enllaços a les carpetes de punts d'interès, fins i tot les de dins de les carpetes que hi tingueu, d'una carpeta a una altra o canviar-les de posició.

### Googmarklets
Afegiu-hi Googmarklets (Bookmarklets de Google). Arrossegueu l'enllaç del Bookmarklet a la barra d'enllaços. Heus aquí alguns Googmarklets.

## Actualitzacions
Està preparat per actualitzar-se sense demanar parer a l'usuari cada 5 hores, però pot ser que el Vista ho bloquegi o demani autorització explícita.
Per mostrar la vostra versió teclegeu "about:version".
La darrera versió i els seus canvis es mostren aquí.

## Chrome a Linux
Google ha tret de moment una versió en fase beta de Chrome per a Linux. Abans d'això ja existia Chromium, que és el nom del projecte de codi obert en què es basa Chrome i el nom de la versió al Linux.
- Chromium a Ubuntu - Rebostos de programari i autenticació (anglès)[45]

Versió Ubuntu 9.04 o posterior
```
 sudo add-apt-repository ppa:chromium-daily/ppa
 sudo apt-get update
 -- ara ja podreu cercar el ''chromium'' al programa Synaptic de gestió de paquets de programari.

```

Versions anteriors d'UbuntuSeleccionar versió ubuntu i afegir les línies del quadre just dessota (els rebostos de codi màquina i de fonts) al programa Synaptic (menú Paràmetres→Dipòsits→Programari_de_tercers). Instal·lar la clau PGP de signatura d'autenticació del rebost segons instruccions.
- Com instal·lar Chromium a Fedora Arxivat 2012-01-20 a Wayback Machine. (castellà)

## Acceleració basada en GPU
Cal llançar el Chrome o el Chromium amb 
- --enable-accelerated-compositing[46]
- --enable-accelerated-2d-canvas[47]
- Totes les opcions de línia d'ordres[48]

## Vídeo en alta definició
Google impulsa juntament amb Mozilla i el navegador Opera, un sistema de vídeo d'alta definició anomenat projecte WebM basat en el còdec de l'empresa ON2 recentment adquirida per Google, pensat per a ser emprat amb HTML5. El còdec VP8 de la mateixa ha passat a codi lliure i s'ofereix lliure de royalties.
Chrome permet la visualització de vídeos en aquest format a partir de la versió 5.
Podeu provar-ho al YouTube activant-hi l'HTML5 i cercant videos per la clau WebM.

## 3D al navegador
Chrome incorpora una API en JavaScript anomenada WebGL del grup Khronos per la interpretació d'OpenGL al navegador.
Podeu comprovar-ne les demos proposades

## Problemes de privacitat
Un expert en criptografia criticà la vulnerabilitat del sistema d'entrada amb compte d'usuari el novembre de 2018. La vulnerabilitat és explotable pels altres usuaris del navegador.

## Chromium

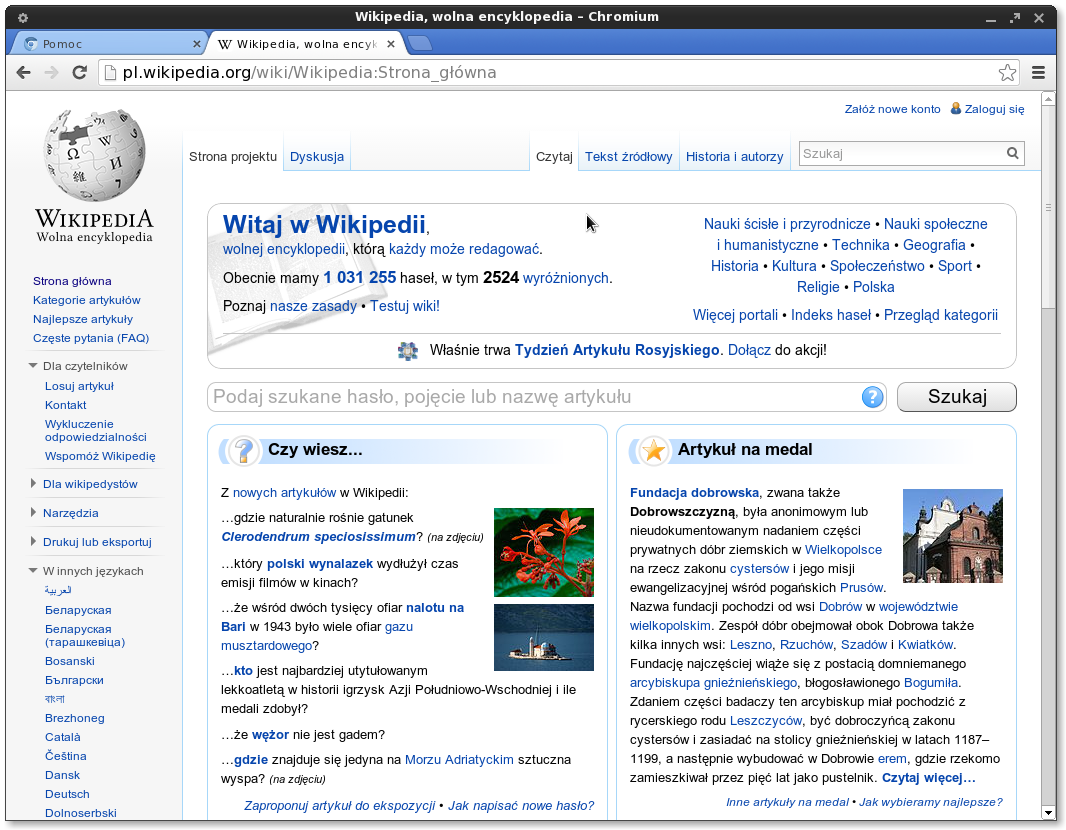
Chromium a Manjaro Linux

Chromium és el projecte de programari lliure amb el qual s'ha desenvolupat Google Chrome i és de participació comunitària (sota l'àmbit de Google Code) per fonamentar les bases del disseny i desenvolupament del navegador Chrome (juntament amb l'extensió Chrome Frame), a més del sistema operatiu Google Chrome OS. La porció realitzada per Google està emparada per la llicència d'ús BSD, amb altres parts subjectes a una varietat de llicències de codi obert permissives que inclouen MIT License, Ms-PL i la triple llicència MPL/GPL/LGPL. L'objectiu principal del projecte és proporcionar un navegador amb major estabilitat, velocitat i seguretat més d'incloure una interfície d'usuari senzilla i eficient. En essència, les aportacions fets pel projecte lliure Chromium fonamenten el codi font del navegador base sobre el qual està construït Chrome i, per tant, tindrà les seves mateixes característiques, però amb un logotip lleugerament diferent i sense el suport comercial o tècnic de la companyia Google. D'acord amb la documentació per a desenvolupadors, «"Chromium" és el nom del projecte, no del producte, i no hauria d'aparèixer mai entre les variables del codi, noms d'APIs, etc. Utilitzeu-hi "chrome"».